# Serwatki
Serwatki – wieś w Polsce, położona w województwie podlaskim, w powiecie łomżyńskim, w gminie Nowogród.
W latach 1954–1968 w granicach Nowogrodu.
Wierni kościoła rzymskokatolickiego należą do parafii Narodzenia Najświętszej Maryi Panny w Nowogrodzie.

## Historia
W latach 1921–1939 dwie wsie, Serwatki Niższe i Serwatki Wielkie. Leżały w województwie białostockim, w powiecie kolneńskim (od 1932 w powiecie łomżyńskim), w gminie Rogienice.
Według Powszechnego Spisu Ludności z 1921 roku zamieszkiwało we wsi:
- Serwatki Niższe – 39 osób w 6 budynkach[10].
- Serwatki Wielkie – 31 osób w 10 budynkach[10].

Miejscowości należały do parafii rzymskokatolickiej w m. Nowogród. Podlegała pod Sąd Grodzki w Stawiskach i Okręgowy w Łomży; właściwy urząd pocztowy mieścił się w m. Nowogród.

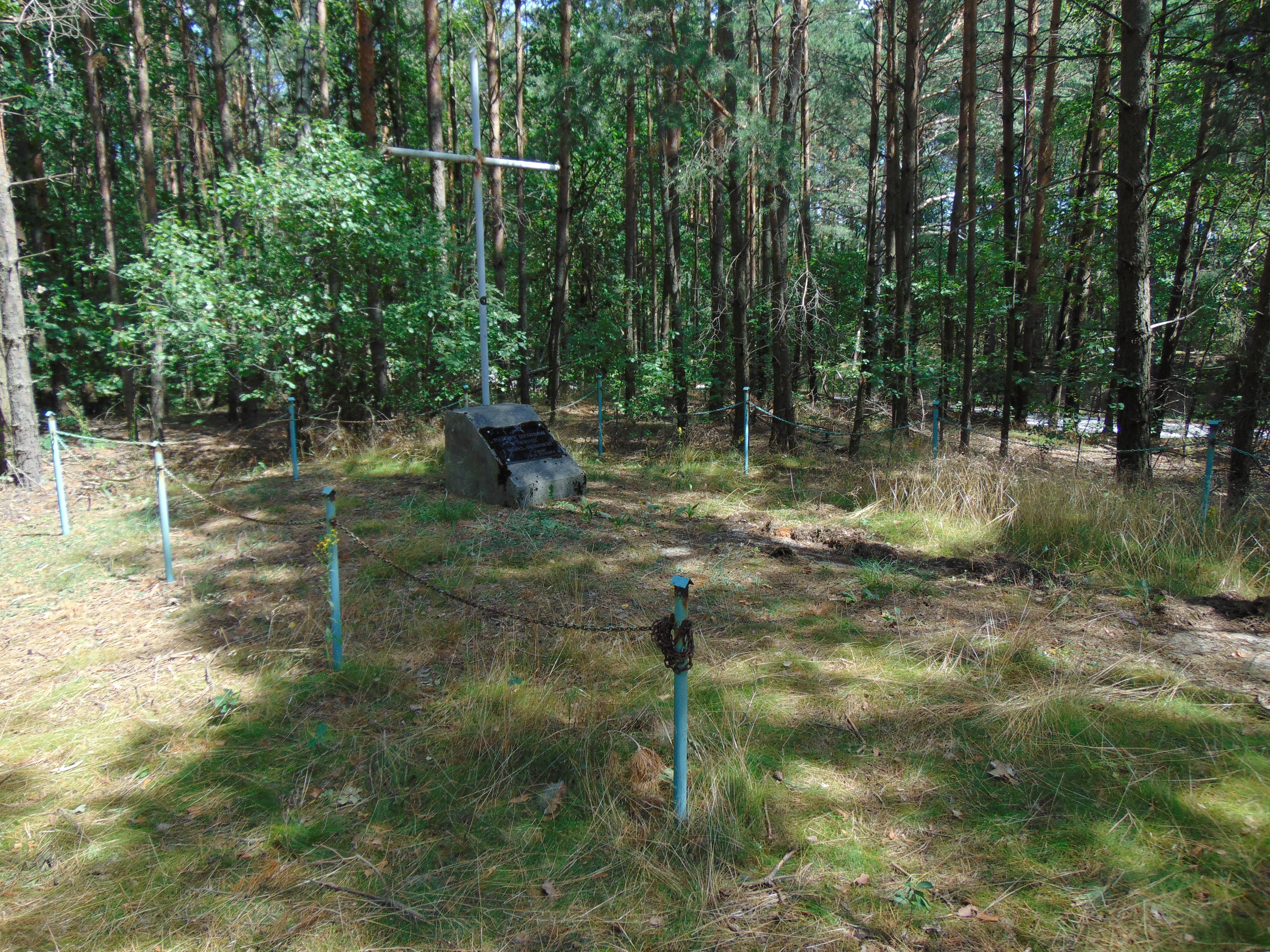
Cmentarz wojenny z I wojny światowej w Serwatkach

W latach 1975–1998 miejscowość należała administracyjnie do województwa łomżyńskiego.